# Koenigsegg One:1
Koenigsegg One:1 je supersportovní automobil, poprvé představený v Ženevě na místním autosalonu v březnu 2014. Ve stejném roce bylo vyrobeno sedm vozů, které jsou schopné dosáhnout rychlosti až 451 km/h. Číslo 1 v názvu pochází z poměru výkonu ku hmotnosti automobilu, protože při výkonu 1 360 koňských sil váží 1 360 kilogramů. Na produkci takového výkonu slouží motor V8 s hmotností pouhých 197 kg.
18. července 2016 došlo na Nürburgringu k nehodě jednoho z těchto automobilů, kdy hlavní části byly zničeny, ale výrobce rozhodl, že i tak dojde k jeho opravě.